# Maculinea anticoobsoleta
Maculinea anticoobsoleta är en fjärilsart som beskrevs av Tutt 1914. Maculinea anticoobsoleta ingår i släktet Maculinea och familjen juvelvingar. Inga underarter finns listade i Catalogue of Life.